# Fuerza-X
Fuerza-X (en inglés: X-Force) es un equipo ficticio de superhéroes que aparece en los cómics estadounidenses publicados por Marvel Comics, más comúnmente en asociación con los X-Men. Concebido por el escritor/ilustrador Rob Liefeld, el equipo apareció por primera vez en New Mutants #100 (abril de 1991) y poco después apareció en su propia serie llamada X-Force. El grupo era originalmente una versión renovada del equipo de la década de 1980, los Nuevos Mutantes.
El primer líder de Fuerza-X fue el mutante Cable. Una rama de los X-Men, Fuerza-X adopta un enfoque más militante y agresivo hacia sus enemigos en comparación con los X-Men.
Una encarnación alternativa de X-Force aparece en la película Deadpool 2 de 2018 como parte de la serie de películas X-Men. Se estaba produciendo una adaptación cinematográfica de X-Force planificada por 20th Century Fox, pero se detuvo después de que Disney compró 20th Century Fox.

## Historial de publicaciones

### Publicación
La serie X-Force tuvo éxito a principios de la década de 1990, pero su popularidad disminuyó después de que Liefeld se fue, lo que provocó que Marvel implementara varias reformas al título desde 1995 hasta 2001 con diversos grados de éxito. Las bajas ventas de la serie Fuerza-X finalmente llevaron a Marvel a renovar el título en 2001 con un nuevo elenco en la forma de un grupo de jóvenes mutantes egoístas que fueron reunidos por una corporación para convertirse en estrellas de los medios y usaron el nombre Fuerza-X. Fuerza-X se canceló con el n.° 129 y se relanzó como X-Statix, lo que coincidió con un cambio de marca similar del equipo en la historia. Después de que se cancelara X-Statix con el n.° 26, Marvel reunió al equipo original de Fuerza-X para un 2004 de seis números de serie limitada trazada y dibujada por Liefeld.
En 2007-2008, durante el crossover Messiah Complex, se formó una nueva versión del equipo Fuerza-X con Wolverine liderando una rama de operaciones encubiertas más militarista de los X-Men. Este escuadrón formaría la base para una nueva serie X-Force a partir de febrero de 2008 por los escritores Craig Kyle y Christopher Yost, además de Clayton Crain como artista. La serie llegó a su fin en septiembre de 2010 como parte de la historia de Second Coming que se desarrolló a través de varios títulos X. Luego, el título se relanzó en octubre de 2010 como Uncanny X-Force con Rick Remender y Jerome Opeña como el equipo creativo y Wolverine, Psylocke, Deadpool, Archangel, Fantomex y E.V.A. como la lista inicial.
La serie Uncanny X-Force terminó en el número 35 en 2012 y se relanzó una vez más como Uncanny X-Force vol. 2 como parte de Marvel NOW!, con un nuevo equipo liderado por Tormenta y Psylocke, escrito por Sam Humphries. Al mismo tiempo, se lanzó un libro de X-Force escrito por Dennis Hopeless, Cable y X-Force, lo que trajo a Cable de vuelta al redil de X-Force. Las dos series terminaron en 2014 después de un cruce entre las dos titulado "Vendetta". Se lanzó un nuevo X-Force (vol. 4) con un escuadrón de operaciones encubiertas compuesto por Cable, Psylocke, Fantomex y Marrow, escrito por el escritor de X-Men: Legacy, Simon Spurrier.

### Uncanny X-Force
Fuerza-X fue reemplazado en octubre de 2010 por Uncanny X-Force de Rick Remender y Jerome Opeña. Esta nueva serie presenta a los miembros del equipo Psylocke, Fantomex y Deadpool. Según Remender, "Este es un grupo de personajes cuyas almas han sido manchadas por fuerzas malignas en el pasado, un hilo común que los conecta. Ya han hecho compromisos difíciles en el pasado; todos se han quitado la vida".
El título tenía una miniserie de tres números "Fear Itself", escrita por Rob Williams, con arte de Simone Bianchi. A partir del número 34, treinta y un personajes fueron asesinados y 14 de ellos eran de la línea de tiempo "Era del Apocalipsis".

### Uncanny X-ForceVolumen 2: 2013–2014
Como parte de Marvel NOW!, dos nuevas series de Fuerza-X reemplazarían a Uncanny X-Force de Remender. Antes de su anuncio, los dos títulos fueron objeto de burlas por una sola palabra y el equipo creativo del libro: "Wanted" con Dennis Hopeless y Salvador Larroca y "Killers" con Sam Humphries y Ron Garney. Primero se reveló que "Wanted" era el nuevo "Cable y X-Force" y más tarde se reveló que "Killers" era un "Uncanny X-Force" relanzado.
Cable y X-Force, escrito por Dennis Hopeless y dibujado a lápiz por Salvador Larroca, presentó a Cable huyendo después de despertar de un coma en el mundo posterior a AvX. Remontándose a los primeros días de la Fuerza-X original, Cable lideraría un equipo forajido de Fuerza-X formado por Domino, Coloso, Forja, Doctor Némesis y Boom-Boom, cuyas misiones de detener grandes tragedias antes de que sucedan los pone en desacuerdo con los Uncanny Avengers recién formados, dirigidos por el tío de Cable, Havok.
Uncanny X-Force relanzado fue escrito por Sam Humphries y dibujado a lápiz por Ron Garney, y contó con un equipo liderado por Psylocke con una lista inicial de Tormenta, Puck y Cluster. A ellos se unirían Espiral y Bishop mientras buscaban localizar a una chica psíquica mutante que había sido secuestrada.

## Biografía

### Primer equipo
El misterioso guerrero futurista conocido como Cable, llega al presente y se alía con los Nuevos Mutantes. Originalmente, el buscaba a los X-Men, como parte de su plan de derrocar el régimen del terror del villano Apocalipsis en el futuro. Pero los Nuevos Mutantes estaban solos y eran mucho más jóvenes, lo que los convierte en material idóneo para que Cable los moldee a su antojo. Con ayuda de su vieja aliada, la mercenaria Domino (que en realidad era una impostora, la mercenaria metamorfo conocida como Copycat), Cable entrena a los Nuevos Mutantes para convertirlos en una fuerza paramilitar. Con dos nuevos miembros, Cable decide transformar al grupo en Fuerza-X.
El equipo original lo conformaron:
- Cable (Nathan Summers): Guerrero originario de unos 2000 años en el futuro (en realidad el hijo perdido de Cíclope y Madelyne Pryor). Cable reunió originalmente a Fuerza-X con la intención de formar un ejército para combatir la amenaza futura de Apocalipsis. Conforme paso el tiempo, y Cable adquirió más popularidad, fue alejándose paulatinamente del equipo, aunque siempre permaneció como líder moral del grupo.
- Copycat (Vanessa Geraldine Carlysle): Esta mutante metamorfo, originalmente entró al equipo suplantando a Domino, como parte de un plan de Mr. Tolliver (Tyler Dayspring) para acabar con Cable. Finalmente se descubrió la verdad, y la verdadera Domino ocupó su lugar.
- Bala de Cañón (Samuel Guthrie): Uno de los fundadores de los Nuevos Mutantes, Sam utilizó su vasta experiencia y se convirtió en el líder de campo de Fuerza-X y líder pleno en ausencia de Cable. Más adelante, Bala de Cañón dejó al grupo por un periodo para unirse a los X-Men.
- Boom-Boom (Tabitha Smith): La autonombrada "Reina del Peróxido y del consumismo" aportó algunos toques de comedia al grupo. Al final cambió su nombre por "Boomer" y "Meltdown".
- Warpath/Sendero de Guerra (James Proudstar): Guerrero apache, hermano menor del finado x-man Ave de Trueno. Warpath se unió al grupo luego de dejar a los Hellions, y buscando venganza por la trágica masacre de su gente a manos del Club Fuego Infernal.
- Shatterstar/Estrella Rota (Gaveedra-Seven): Este guerrero extradimensional, llegó desde la dimensión de Mojo, buscando la ayuda de los X-Men para derrocar al tirano, pero terminó uniéndose al nuevo equipo.
- Feral/Feroz (María Callasantos): Feral abandonó a los Morlocks escapando del régimen de terror de su entonces líder, Masque. Su salvaje temperamento le ocasionó problemas en el equipo.

El primer objetivo del grupo, fue eliminar a Stryfe, archienemigo de Cable y al Frente de Liberación Mutante. Entre las primeras aventuras del equipo, se encuentran frustrar el ataque terrorista de Juggernaut y Black Tom Cassidy a Nueva York, con ayuda de Spider-Man, y combatir a la alianza entre la Hermandad de Mutantes Diabólicos y los Morlocks, que casi cuesta la vida de Bala de Cañón. Otros enemigos regulares del grupo son el X-Ternal Gideon, el mercenario Deadpool y su entonces jefe, Mr. Tolliver (que son neutralizados por Cable en el rescate de la original Domino).
Durante estas aventuras, el equipo anexará nuevos integrantes:
- Siryn (Theresa Rourke Cassidy): La hija del x-man Banshee, fue invitada al grupo en el combate contra Juggernaut y Black Tom.
- Rictor (Julio Esteban Richter): El mutante mexicano se separó de los Nuevos Mutantes al creer que Cable había matado a su padre. Se unió con Weapon PRIME, de Kane y GW. Bridge, hasta que la situación se aclaró y fue invitado al equipo.[14]
- Sunspot/Mancha Solar (Roberto da Costa): Otro ex-Nuevo Mutante, que se alejó del grupo para aliarse con el X-Ternal Gideon. Cuando Gideon lo traicionó, e intentó matarlo, Sunspot fue rescatado por Fuerza-X-

El equipo también se enfrentara abiertamente con los X-Men y X-Factor en la saga X-Cuttioner's Song, y durante un breve tiempo, fueron prisioneros en la Mansión X.
El equipo enfrenta también a Magneto durante la saga Fatal Atractions, y muchos de sus miembros fueron tentados a partir con él.
El equipo sufre un golpe muy duro cuando Feral, traiciona al grupo para unirse al Frente de Liberación Mutante. Más tarde, el equipo se une a X-Factor y Excalibur para combatir a los Phalanx en Europa.
El equipo sufrirá más cambios cuando Bala de Cañón decide abandonar al grupo para unirse a los X-Men. Al equipo se alían nuevos miembros:
- Dominó (Neena Thurman): Tras un tiempo ausente, la verdadera Domino se une al grupo como su nueva líder de campo.
- Caliban: El trastornado, pero dócil exmiembro de los Morlocks, se une al equipo, siendo de gran utilidad por sus notables poderes y fuerza física.
- Risque: Esta mutante de origen indoamericano, se unió brevemente al grupo, aunque más tarde reveló ser una traidora.

Con una actitud más radical y trajes mucho más modernos, el grupo participa en la batalla contra Onslaught y une fuerzas con el Frente de Liberación Mutante en la llamada Operación: Cero Tolerancia.
Muchos integrantes del grupo terminaran siguiendo sus propios proyectos: Rictor y Shatterstar parten hacia México, Siryn queda incapacitada tras un combate con los Nuevos Hellions, Caliban se une al villano Apocalipsis y Sunspot se alía con el Club Fuego Infernal.
En su última etapa, el equipo cuenta con el regreso de Bala de Cañón y algunos nuevos reclutas:
- Danielle Moonstar: Otra ex.miembro de los Nuevos Mutantes. Danielle estaba infiltrada en el Frente de Liberación Mutante. Tras concluir su misión, ella se une al equipo.
- Bedlam/Confusión (Jesse Aaronson): El hermano menor del villano King Bedlam, se une al equipo tras la derrota de los Nuevos Hellions.
- Pete Wisdom: Un agente británico, exmiembro de la agencia Aire Negro y de Excalibur.

Durante la misión para desmantelar la Agencia Aire Negro, con la dirección de Pete Wisdom, hay una explosión y se supone que Fuerza-X desaparece.
Durante un tiempo, un grupo de mutantes bizarros surgidos de un reality show, usurpan el nombre de Fuerza-X. Esto obliga a la original Fuerza-X a salir del anonimato y reclamar su nombre. Tras una batalla, los impostores finalmente lo cambian a X-Statix.

#### Miniserie
Muchos miembros de Fuerza-X resurgieron durante el arco New-X-Men de los X-Men como parte de la llamada X-Corporation. En algún momento Cable decide reunir al grupo para enfrentar la amenaza del alienígena Skornn. Al llamado acuden Domino, Bala de Cañón, Boom-Boom, Warpath, Shatterstar y Caliban (en lugar de Feral). Es decir, casi todo el equipo original.
Tras esta misión, el equipo se desbanda una vez más. Una pequeña fracción se reúne durante los eventos de la Guerra Civil (Domino, Shatterstar y Caliban) para ayudar a escapar a los 198 Mutantes de su "encierro" en la Mansión-X.

### Segundo equipo
Durante la saga Messiah Complex, Cíclope le encomienda a Wolverine formar una nueva Fuerza-X para combatir a los Purifiers. Esta nueva encarnación, se integró originalmente por:
- Wolverine/Lobezno (James Howlett): El feroz X-Men por fin tuvo a su cargo su propio equipo, el cual no tuvo ningún tipo de límites.
- X-23 (Laura Kinney): La hija / clon de Wolverine abandonó a los New X-Men para unirse a un grupo donde, al igual que su progenitor genético, no tiene límites de violencia.
- Warpath/Sendero de Guerra (James Proudstar): El único miembro del original Fuerza-X. Su motivación para aceptar la membresía, es vengar la muerte de Caliban a manos de los Purifiers.
- Wolfsbane/Loba Venenosa (Rahne Sinclair): Ella deja temporalmente a X-Factor para unirse a un equipo, donde sus creencias e instintos son puestos a prueba de una forma nunca antes vista.
- Hepzibah (Nombre real impronunciable para los humanos): La alienígena de la raza mephisitoid, exmiembro de los Starjammers, queda varada en la Tierra y es considerada como miembro de este equipo. Pero tras su primera misión, lo consideró mucho más radical de lo que esperaba, y decidió no continuar.
- Caliban: El morlock se unió a este nuevo equipo, solo para perecer en su primera misión contra los Purifiers.

En su segunda misión, esta Fuerza-X ha de enfrentar a una versión mejorada de los Purifiers mediante el Virus-Transmodal del alienígena Magus, y liderada por Bastión y una serie de villanos humanos anti-mutantes: Graydon Creed, la Reina Lepra, Cameron Hodge, Steven Lang etc.
Los Purifiers capturan y someten a Wolfsbane, obligándola a que secuestre y ataque brutalmente al x-man Arcángel. Fuerza-X logra derrotar a los villanos, haciendo gala de una violencia y radicalidad nunca antes vistas en cualquier otro grupo-X.
Tras esta misión, un nuevo integrante se afilia al grupo:
- Arcángel (Warren Worghtington III): El veterano X-Men se afilia al grupo luego de ser brutalmente atacado por la manipulada Wolfsbane. Como consecuencia de este ataque, y debido a la intervención de los Purifiers, Arcángel ya puede revertir entre el "Ángel", y el "Arcángel de la Muerte".

Cíclope reúne de nuevo a Fuerza-X y declara al villano Vanisher como su próximo objetivo.
La revelación de la existencia del Virus de legado en un laboratorio de Mr. Siniestro, provoca que el equipo enfoque sus esfuerzos en eliminarlo. Tras un combate con una horda de Merodeadores clonados, el equipo recupera el virus.
Al equipo se integran tres nuevos miembros:
- Dominó (Neena Thurman): La mercenaria se une al equipo para ayudar en la captura de Vanisher.
- Elixir (Joshua Foley): El exmiembro de los New X-Men se une al equipo, resultando crucial en ayudar a erradicar la mutación del Virus de legado.
- Vanisher/Desvanecedor: El villano concluye su carrera criminal y se une al equipo en agradecimiento por haber sido salvado de un tumor cerebral gracias a Elixir.

Mientras tanto, Warpath vuelve a la reserva de su tribu en Campo Verde para visitar la tumba de su hermano, pero descubre las tumbas vacías. Él es atacado por un demonio llamado el "Oso Demonio". Con ayuda de Ghost Rider, Warpath derrota al demonio, quien le revela que la profanación fue realizada por el vampiro Eli Bard, compañero de la hechicera mutante Selene.
Mientras tanto, el Virus de Legado muta considerablemente y comienza a afectar víctimas mutantes. En el último instante, el Virus es erradicado al derrotar a la responsable de su liberación, la Reina Lepra.
Después, Fuerza-X es enviada involuntariamente hacia el futuro para ayudar a Cable y Hope Summers, la "mutante mesías". El equipo lo ayudará a combatir a Bishop y a las versiones alternas de Stryfe y Apocalipsis.
Fuerza-X será enviada por Cíclope hasta la devastada isla de Genosha, donde tienen su sede Selene, Eli Bard y toda la horda de zombis mutantes que los villanos resucitaron con el virus trnas-modal. En el combate, Warpath acaba con Selene.
Más tarde, Fuerza-X apoyara a los X-Men en la invasión de los Nimrod de Bastion a la isla de Utopía. En el transcurso de la invasión, los X-men descubren la existencia del grupo y desaprueban las acciones de Cíclope y Wolverine. Con la supuesta muerte de Cable en el conflicto, finalmente los miembros de esta segunda encarnación deciden seguir sus propios caminos. Entonces Wolverine planea activar una nueva encarnación.

### Tercer equipo
Sin el conocimiento de Cíclope o los otros X-Men, Wolverine decide reactivar a Fuerza-X. El reclutó a un grupo de personajes que han tenido sus almas "manchadas" por las fuerzas del mal en el pasado, lo que los hace menos vulnerables a códigos de ética o moral:
- Psylocke/Mariposa Mental (Elizabeth Braddock): Psylocke aceptó la oferta de Wolverine debido a sus propias ansias de combate que ha mantenido desde mucho tiempo atrás. Psylocke se encuentra en un triángulo amoroso entre Arcángel y Fantomex.
- Deadpool (Wade Wilson): Las grandes habilidades, particulares códigos de ética e historial de Deadpool, lo hicieron candidato ideal para el grupo.
- Fantomex (Charlie Cluster 7): El también conocido como "Arma XIII" y su inseparable E.V.A. también fueron reclutados por Wolverine.
- Arcángel (Warren Worghtington III): Su traumática experiencia con el equipo previo, convirtió a Arcángel en miembro del equipo.

La primera misión del nuevo equipo es matar a Apocalipsis, renacido en la forma de un niño para ser adoctrinado por el Clan Akkaba en su base lunar. Después de derrotar a los Jinetes de Apocalipsis y llegar al Apocalipsis joven, nadie en el equipo puede reunir el valor para matar a un niño. Cuando el grupo renuncia a traer al niño con ellos y reeducarle, Fantomex dispara un tiro en la cabeza al niño, causándole la muerte.
Fantomex descubre que hay algo mal con "El Mundo", una dimensión de bolsillo que esta a su cuidado: una presencia que se hace llamar Arma Infinita, ha comenzado la manipulación de la corriente temporal. Fantomex es atacado por un grupo de cyborgs Deathlok en la base de los Vengadores, que aparentemente quieren matarlo y apoderarse del mundo. Con la ayuda de una unidad Deathlok rebelde, el equipo viaja en el interior de "El Mundo", y se enfrenta a Deathlok, mientras que Deadpool mata al arquitecto de Arma Infinito, el Padre Enigmático. El Deathlok rebelde se une al equipo y Fantomex se revela estar criando a un clon de Apocalipsis versión niño en el interior de "El Mundo".
Mientras tanto, la versión oscura de Arcángel, comienza a volverse más fuerte, lo que lleva a Fuerza-X a pedir consejo a la Bestia Oscura, un antiguo agente de Apocalipsis. El malvado Dr. McCoy propone al equipo que lo acompañara de vuelta a su laboratorio en la Era de Apocalipsis, donde se puede recuperar una "semilla de la vida" para contrarrestar la "semilla de la muerte" que está volviendo loco a Warren. Una vez que llegan a aquel mundo, Bestia Oscura los traiciona y Fuerza-X busca la ayuda de los X-Men de aquel universo. Con el tiempo adquieren una semilla de vida nueva y usan a Gateway para regresar a casa, pero descubren que es demasiado tarde: el maligno Arcángel ha superado completamente Warren. Apocalipsis planeaba utilizar la semilla de la vida para extinguir toda la vida en la Tierra. Fuerza-X es inicialmente superado en combate por las fuerzas de Apocalipsis, hasta la llegada oportuna de los X-Men alternos. Al final, Warren es salvado, pero queda con la memoria borrada, y el joven clon de Apocalipsis de "El Mundo", llamado Génesis, es enviado a la "Escuela Jean Grey para jóvenes dotados" de Wolverine.
Después del combate entre los X-Men y los Avengers, la Fuerza-X se desintegra momentáneamente. En algún momento, Psylocke y Tormenta deciden tomar el mando del equipo con nuevos integrantes:
- Tormenta (Ororo Munroe): Tras la desintegración de su equipo de X-Men, y su separación de Pantera Negra, Tormenta decide ayudar a Psylocke a dirigir el equipo.
- Puck (Eugene Milton Judd): Antiguo miembro de Alpha Flight.
- Espiral (Rita Wayword): La hechicera extradimensional y ex-asistente de Mojo.
- Cluster: Nuevo personaje

Solo Fantomex permanece de la encarnación anterior.

### Cuarto equipo
Las aventuras de este equipo comienzan después de los eventos de la serie Avengers vs. X-Men. Cable decide formar un nuevo equipo en una respuesta opositoria al nuevo equipo Uncanny Avengers. Los componenetes son, además de Cable:
- Coloso (Peter Rasputin): Después de ser liberado del poder de Cyttorak por su hermana, los poderes de Coloso salen de control, encontrando ayuda de Cable.
- Forja: Aunque se creía muerto, Forja regresa para unirse a este nuevo equipo.
- Doctor Nemesis (James Bradley): Tras la crisis en los X-Men y Utopía, Nemesis se une a Cable en su nueva aventura.
- Domino: Siempre incondicional de Cable.
- Boom-Boom
- Hope Summers

Como consecuencia de la saga Vendetta, las dos Fuerzas-X unen fuerzas para combatir al villano Stryfe. Tras la derrota del villano, ambos equipos deciden desintegrarse, generando un nuevo equipo.

### Quinto equipo
Una nueva encarnación del equipo surge tras la derrota del villano Stryfe. El equipo está integrado por Cable, Psylocke y Dr. Némesis de las encarnaciones anteriores, y un nuevo integrante:
- Marrow/Médula: La otrora integrante de los X-Men y de los Morlocks reaparece tras varios años de ausencia. Precisamente, su reaparición es uno de los hilos iniciales de la historia.[39]

## Miembros
| Primer equipo - Cable (Nathan Summers) - Copycat (Vanessa Geraldine Carlysle) - Bala de Cañón (Samuel Guthrie) - Boom-Boom (Tabitha Smith) - Warpath (James Proudstar) - Shatterstar (Gaveedra Seven) - Feral (María Callasantos) - Siryn (Theresa Rourke Cassidy) - Rictor (Julio Esteban Richter) - Sunspot (Roberto da Costa) - Caliban - Domino (Neena Thurman) - Risque - Moonstar (Danielle Moonstar) - Bedlam (Jesse Aaronson) - Pete Wisdom | Segundo equipo - Hepzibah - Caliban - Wolverine (Logan) - X-23 (Laura Kinney) - Wolfsbane (Rahne Sinclair) - Warpath - Arcángel (Warren Worghtington III) - Vanisher - Elixir (Joshua Foley) - Domino | Tercer equipo - Wolverine - Psylocke (Elizabeth Braddock) - Deadpool (Wade Wilson) - Fantomex (Charlie Cluster 7) - Arcángel - Deathlock - Tormenta (Ororo Munroe) - Puck (Eugene Milton Judd) - Espiral (Rita Wayword) - Cluster | Cuarto equipo - Cable - Domino - Coloso (Peter Rasputin) - Forja - Dr. Nemesis (James Bradley) - Boom-Boom - Deadgirl (Moonbeam) - Hope Summers | Quinto equipo - Cable - Psylocke - Dr. Némesis - Marrow - Deadpool (2018) |

## Otras versiones

### Days of Future Now
En esta línea alterna, Fuerza-X está compuesta por Banshee, Black Tom Cassidy, Bala de Cañón, Domino, Boom-Boom y Omega Red.

### Amalgam Comics
Fuerza-X se fusiona con la Patrulla Condenada de DC Comics para conformar a la X-Patrol (Patrulla-X).

## En otros medios

### Televisión
- Fuerza-X se menciona por primera vez fuera de los cómics en la serie de anime Marvel Anime: X-Men. En el segundo episodio, el Profesor X menciona brevemente que la Fuerza-X se ha encontrado con los U-Men. No se da otra información sobre el equipo, otros dicen que le dieron a los X-Men toda su información sobre los villanos.

### Cine
- Fuerza-X aparece en Deadpool 2, cuando Deadpool declara que su nuevo equipo se conocerá como Fuerza-X, para combatir a Cable.[40] Además de Deadpool, el grupo está formado por Domino, Bedlam, Shatterstar, Zeitgeist, Vanisher y un hombre (humano) llamado Peter. Todos los miembros del equipo, excepto Deadpool y Domino, mueren uno a uno, de manera humorística, poco después del comienzo de su primera misión, cuando se lanzan en paracaídas sobre obstáculos como un autobús (Bedlam), aspas del helicóptero (Shatterstar), una trituradora de madera (Zeitgeist) y cables eléctricos (Vanisher). En la escena de poscréditos, sin embargo, Deadpool utiliza el dispositivo de viaje en el tiempo de Cable para viajar en el tiempo e impide con éxito que Peter, a quien le ha llegado a agradar, se encuentre con su horrible final.

### Videojuegos
- Fuerza-X, compuesta por Domino, Fantomex y Arcángel, aparecen en el final de Deadpool en el juego Ultimate Marvel vs. Capcom 3.
- Junto con la colaboración de Fortnite X Deadpool, se agregó al juego algunas skins con sus herramientas de recolección, mochilas y alas delta de algunos de los miembros de la Fuerza-X